# Auguste Leroux
Pour les articles homonymes, voir Leroux.
Auguste Leroux, né Jules Marie Auguste Leroux le 14 avril 1871 à Paris où il est mort le 26 mars 1954, est un peintre et illustrateur français.
Son frère cadet est le peintre Georges Paul Leroux (1877-1957), prix de Rome de peinture en 1906 et membre de l’Institut de France.

## Biographie
Auguste Leroux mène ses études de dessin à l’École nationale supérieure des arts décoratifs de Paris où il fait du dessin de mode et des illustrations enfantines, puis il est admis en 1892 à l’École des Beaux-Arts de Paris dans l’atelier de Léon Bonnat (1833-1922). Il y obtient une 3e médaille de dessin en janvier 1892, une 2e médaille en juillet et une 2e médaille en novembre de la même année. Il effectue son service militaire au 46e régiment d'infanterie à Fontainebleau. De retour à Paris en septembre 1893, il remporte le prix de figure en novembre et, en mars 1894, le prix de torse. Il concourt pour le prix de Rome en 1894 et remporte le premier grand prix avec Judith présentant la tête d’Holopherne aux habitants de Béthulie (conservé à l’École nationale supérieure des Beaux-Arts de Paris).
Il part alors pour la villa Médicis à Rome pour trois années d’études de 1895 à 1898, en compagnie du peintre Adolphe Déchenaud et du musicien Henri Rabaud. À la villa, il rencontre le musicien Henri Busser avec lequel il se lie d’amitié et dont il fera le portrait. Il expose au Salon des artistes français dès le début de l’année 1898. Il obtient une médaille de bronze à l’Exposition universelle de 1900.
Auguste Leroux participe à la décoration de plusieurs bâtiments publics ainsi qu'à quelques-unes des mosaïques de la basilique du Sacré-Cœur à Paris avec les quatre figures de Saint Dominique de Guzmán, Saint Bernard de Clairvaux, Jean Eudes et Louis-Marie Grignion de Montfort pour la chapelle de la Vierge.
Auguste Leroux épouse Clotilde Morel en 1906.

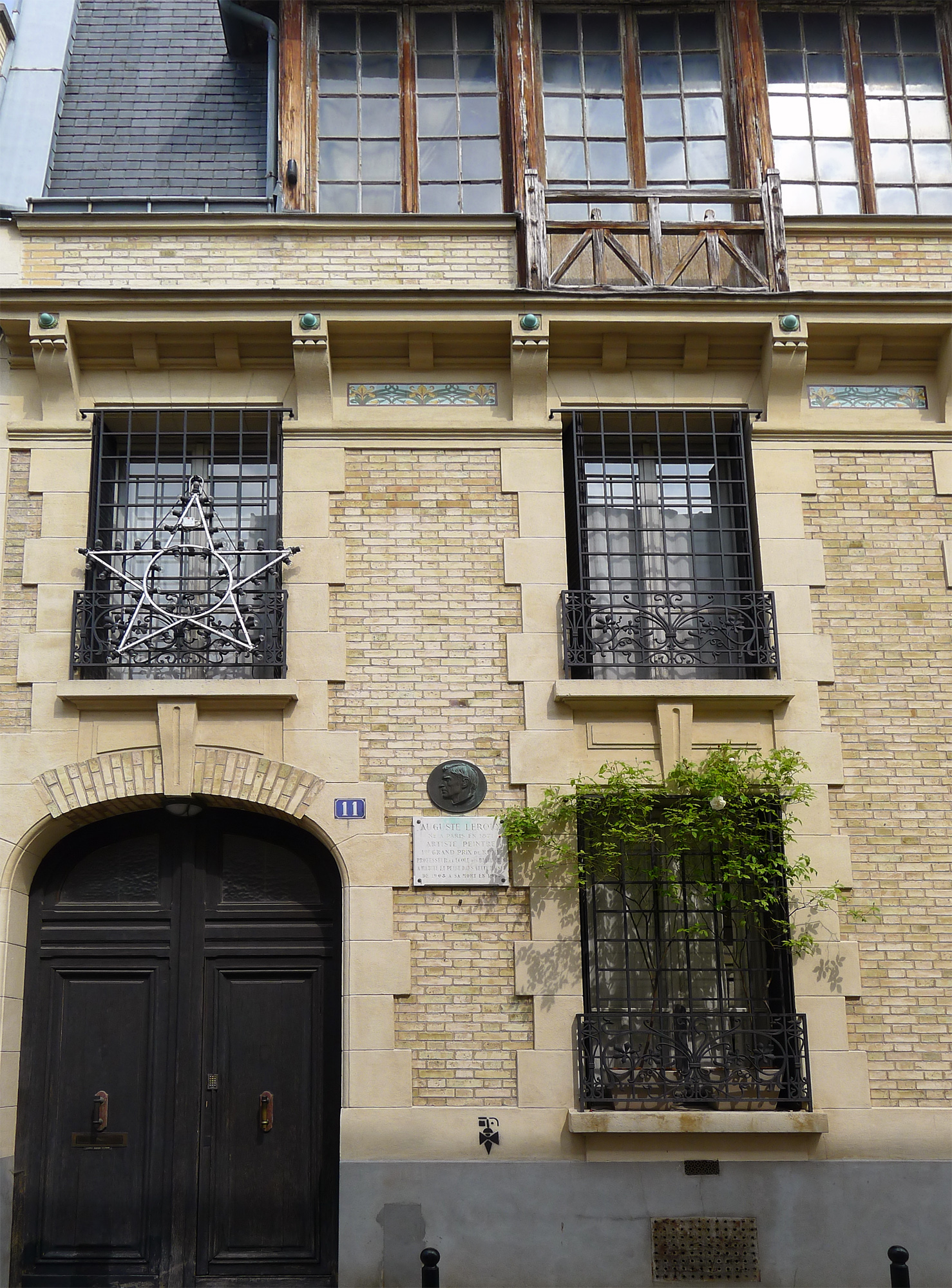
Façade de la maison du 11 villa d'Alésia à Paris.

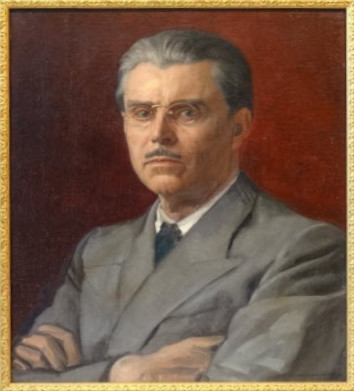
Autoportrait de l'Artiste

En 1908, il emménage avec son épouse dans un hôtel particulier du quartier du Petit-Montrouge, dans le (14e arrondissement) de Paris, au 11 villa d'Alésia, quartier alors habité par de nombreux artistes. Le dernier étage de la maison, recouvert d'une importante verrière, devient son atelier. Il y vivra jusqu'à la fin de sa vie entouré de son épouse et de ses trois enfants.
Professeur à l’École des Beaux-Arts de Paris pendant 30 ans, membre du jury et du comité de la Société des artistes français dès 1904, professeur de dessin à l’Académie de la Grande Chaumière, il est nommé chevalier de la Légion d’honneur. En 1933, il obtient le prix Jean-Jacques-Henner.
Il expose dans plusieurs galeries parisiennes parmi lesquelles la galerie Allard, la galerie Georges Petit, la galerie Charpentier et la galerie Mona Lisa.
Il meurt à Paris le 26 mars 1954. Le sculpteur Claude Grange, président de l’Institut de France, prononce son éloge funèbre le 31 mars 1954. Une plaque ornée de son portrait en médaillon par le sculpteur espagnol Enrique Pérez Comendador (es) est apposée sur sa maison au 11 villa d'Alésia.

## Sa famille
Auguste Leroux eut trois enfants. Il leur prodigua à tous les trois une formation artistique complète :
- Magdalena Leroux De Pérez Comendador, née Madeleine Leroux (Paris, 1902-Hervás, 1984)[9], élève de son père et de Ferdinand Humbert (1842-1936) à l’École des Beaux-Arts de Paris, elle expose au Salon des artistes français de 1923 (Soir d'été au Carrousel[10]). Médaille d’or au Salon des artistes français de 1926, elle obtient le 2e second grand prix de Rome en 1927 pour son Stylite. Elle poursuit sa formation à la Casa de Velázquez à Madrid et épouse en 1931 à Paris, le sculpteur espagnol Enrique Pérez Comendador (es) (1900-1981). Elle poursuit alors une carrière avec son époux en Espagne (expositions à Madrid, Barcelone, Paris, Le Caire…). Un musée privé leur est consacré à Hervás (province de Cáceres)[11].
- Lucienne Leroux (1903-1981), élève de son père et de Ferdinand Humbert (1842-1936) à l’École des Beaux-Arts de Paris, elle concourt au prix de Rome de 1926 où elle obtient une mention pour sa Nymphe endormie, puis se représente sans succès en 1927. Elle obtient une médaille d’argent au Salon des artistes français de 1924 et une médaille d’argent à l’Exposition internationale de Paris en 1937. Elle est pensionnaire de la Casa de Velázquez à Madrid en 1935. Peintre de composition, d’influence classique (Vénus chez Vulcain[réf. nécessaire]), sa touche se fait parfois plus néoimpressionniste (Sur la rivière, 1920)[12]. L’Espagne reste pour elle une grande source d’inspiration (Vue de Tolède[réf. nécessaire]). Elle se consacre à l’enseignement, à Dijon, puis en région parisienne.
- André Leroux (Paris 1911-Nogent sur Marne 1997).

## Œuvres
Auguste Leroux eut un grand succès en tant qu’illustrateur des ouvrages de Giacomo Casanova, Joris-Karl Huysmans, Honoré de Balzac, Gustave Flaubert, Stendhal, Anatole France, Jean Lombard… Lithographe, il travaille avec les plus grands graveurs de son époque comme Pierre Gusman, Eugène Decisy, Raoul Serres, Florian, Jules-Léon Perrichon… Ses premiers travaux sont empreints de symbolisme et d’Art nouveau mêlés à de nombreuses références mythologiques et à des sujets allégoriques. Ses œuvres plus tardives montrent plus de rigueur classique et une attention pour l’anatomie féminine.

### Peinture
- 1894 : Judith présentant la tête d’Holopherne aux habitants de Béthulie, premier grand prix de Rome. Paris, École nationale supérieure des Beaux-Arts[13].
- 1895 : Portrait d’Aimé Octobre, sculpteur (inscription au dos : Souvenir de la villa Médicis), 1895, Poitiers, musée Sainte-Croix[14].
- 1895 : Portrait d’Henri Busser, musicien, localisation inconnue[15],[16].
- 1896 : Autoportrait, réalisé à la villa Médicis, collection particulière[17].
- vers 1898 : Bélisaire demandant l’aumone, 234 × 180 cm), Coutances, musée Quesnel-Morinière.
- 1898 : Salon des artistes français, Samson et Dalila[18], Bayeux, musée Baron-Gérard (œuvre détruite durant la Seconde Guerre mondiale)[19].
- 1898 : Le Martyre de saint Sébastien, d’après José de Ribera, envoi de Rome[20], Paris, École nationale supérieure des Beaux-Arts.
- 1900 : Salon des artistes français, Les Premiers moines au désert, d’après Les Précurseurs monastiques en Orient de Charles de Montalembert, localisation inconnue.
- 1901 : La Maga, 131 × 121 cm, Poitiers, musée Sainte-Croix[21]. L’esquisse de ce tableau est conservée à Paris au musée du Louvre[22].
- 1901 : Exposition internationale des Beaux-Arts de Monte-Carlo, Au Musée de Cluny, 114 × 64 cm, Paris, musée de Cluny[23].
- 1903 : Salon des artistes français, Portrait de Mlle Mitzy Dalti, actrice du théâtre de l’Odéon, 254 × 159 cm, Paris, fondation d'entreprise Ricard.
- 1904 : La Confiance du marquis Fabrice, Paris, Maison de Victor Hugo. Ce tableau illustre un poème de Victor Hugo extrait de La Légende des siècles (1re partie, VII, 3).
- 1905 : Salon des artistes français, Portrait de Mme Caroline-Eugénie Segond-Weber, tragédienne de la Comédie-Française[24].
- 1909 : Nocturne parisien, 221 × 130 cm, Paris, fondation d'entreprise Ricard.
- 1909 : Las hijas del pintor, Académie royale des Beaux-Arts Saint-Ferdinand.
- 1910 : Jeune marin, musée du Faouët[25].
- 1910 : Salon des artistes français, Sur les roches ; Côtes du Nord[26], localisation inconnue.
- 1910 : Aérodrome, le décollage des biplans[27], Boulogne-Billancourt, musée des Années Trente.
- 1911 : Salon des artistes français, Dans le chemin creux[28], localisation inconnue.
- 1911 : Salon des artistes français, Reflets du soir[29], localisation inconnue.
- 1913 : La Raccommodeuse (Bretonne) [30], localisation inconnue.
- 1913 : l'Âge heureux (les trois enfants du peintre : Madeleine, Lucienne et André)[31], Paris, fondation d'entreprise Ricard.
- 1914 : Bretonne brodant uns chasuble, Le Puy-en-Velay, musée Crozatier[32].
- 1917 : Le Pont Alexandre III, Paris, musée Carnavalet.
- 1918 : Au Luxembourg, à l’automne, Paris, musée Carnavalet[33].
- 1919 : Salon des artistes français, Le Bateleur[34], localisation inconnue.
- 1920 : La Violoniste, 154 × 125 cm (portrait de Lucienne Leroux), Paris, fondation d'entreprise Ricard.
- 1922 : Salon des artistes français, Portrait (Madeleine Leroux peignant)[35], localisation inconnue.
- 1924 : Portrait du colonel baron Georges du Teil, (135 × 88 cm), Saint-Omer, musée de l'hôtel Sandelin[36],[37].
- 1926 : Portrait d'André Leroux à la raquette de tennis[38], Paris, fondation d'entreprise Ricard.
- 1928 : Salon des artistes français, Danseuse[39], localisation inconnue.
- 1929 : Salon des artistes français, Fantaisie Nocturne - Nu, localisation inconnue.
- 1930 : Baigneuses[40],[41], localisation inconnue.
- 1930 : Salon des artistes français, Danseuse, localisation inconnue.
- 1931 : La Liseuse, étude de nu, musée des Beaux-Arts de Dijon, don de l’artiste[42].
- 1931 : Ors et Reflets, prix Henner du Salon des artistes français, localisation inconnue.
- 1934 : Salon des artistes français, Nue, localisation inconnue.
- 1936 : Les Baigneuses barbaresques, 235 × 173 cm, Paris, fondation d'entreprise Ricard.
- 1942 : Salon des artistes français, Petit rat de l’Opéra, localisation inconnue.
- 1946 : Harmonie intime (grand nu au miroir)[43], localisation inconnue.
- 1992 : Statue d’athlète antique ; Promenade au parc ; Parc à la statue antique et Jardin fleuri, Paris, palais du Luxembourg, Sénat.

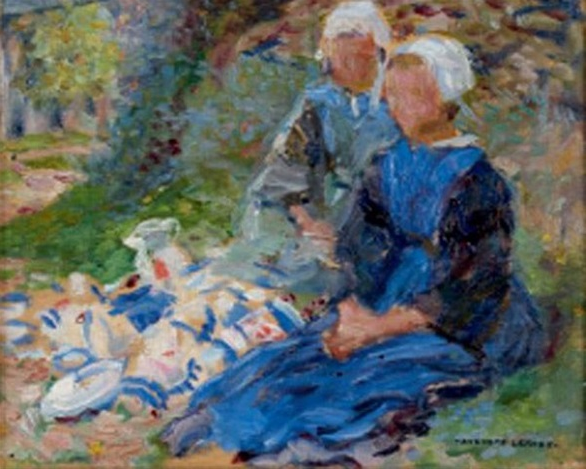
bretonnes au pichet (étude)
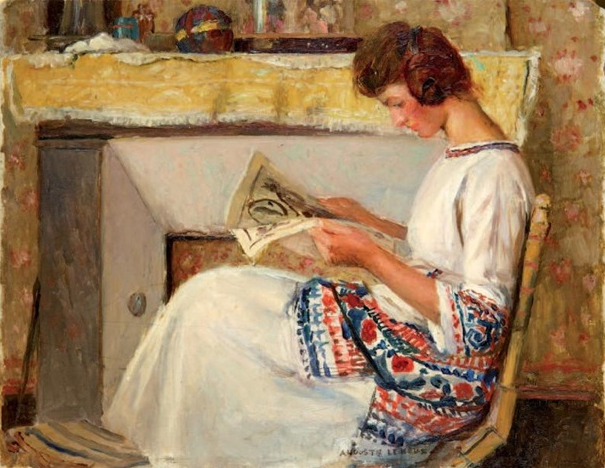
Jeune fille lisant
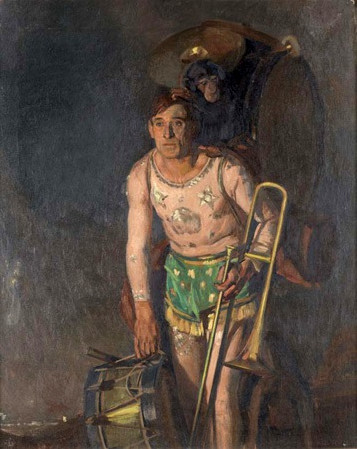
Le Bateleur
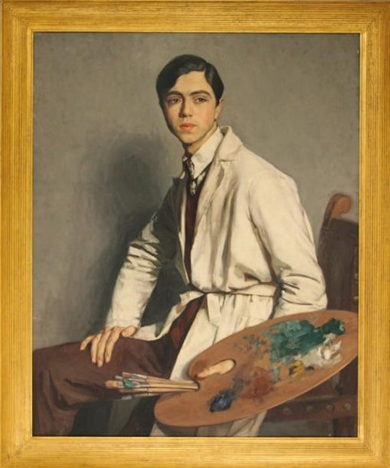
Portrait de André Leroux (fils de l'artiste)
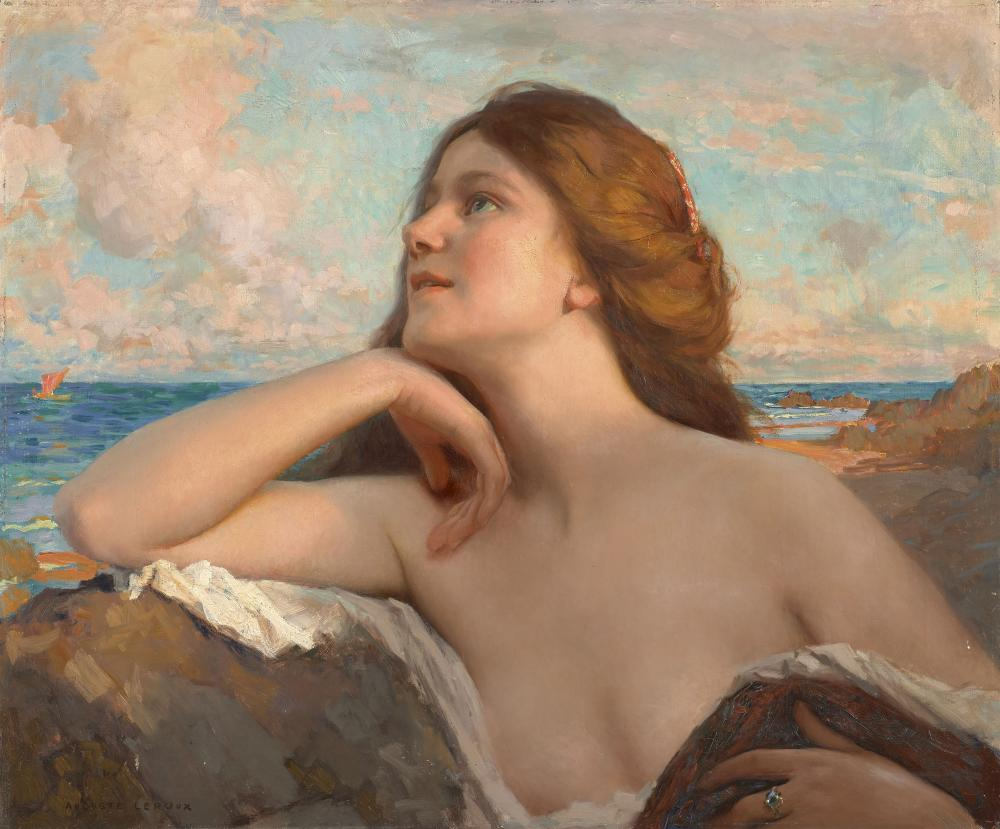
L'Espoir
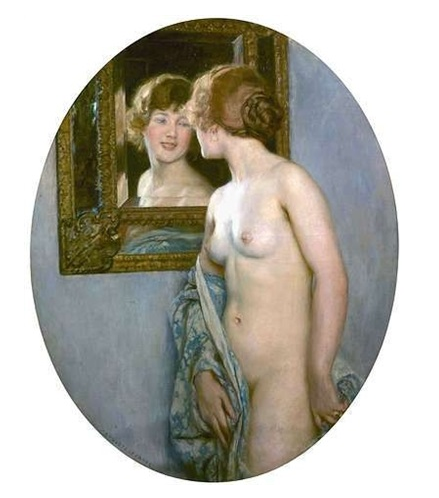
Nu au miroir
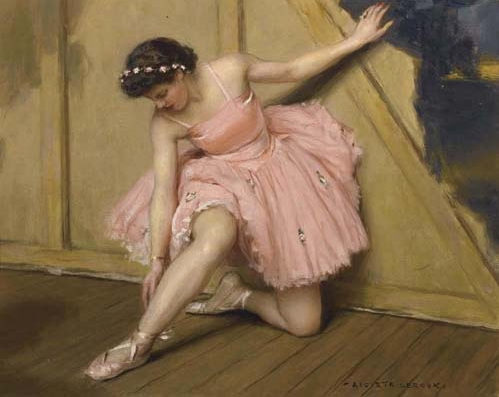
Ballerine au chausson
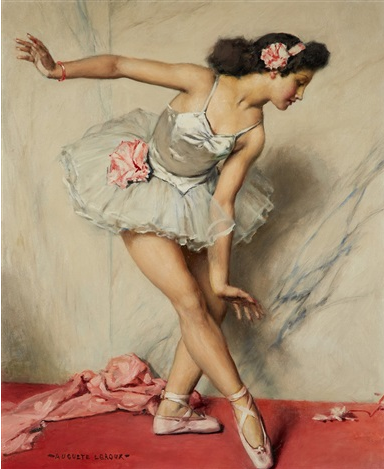
Ballerine
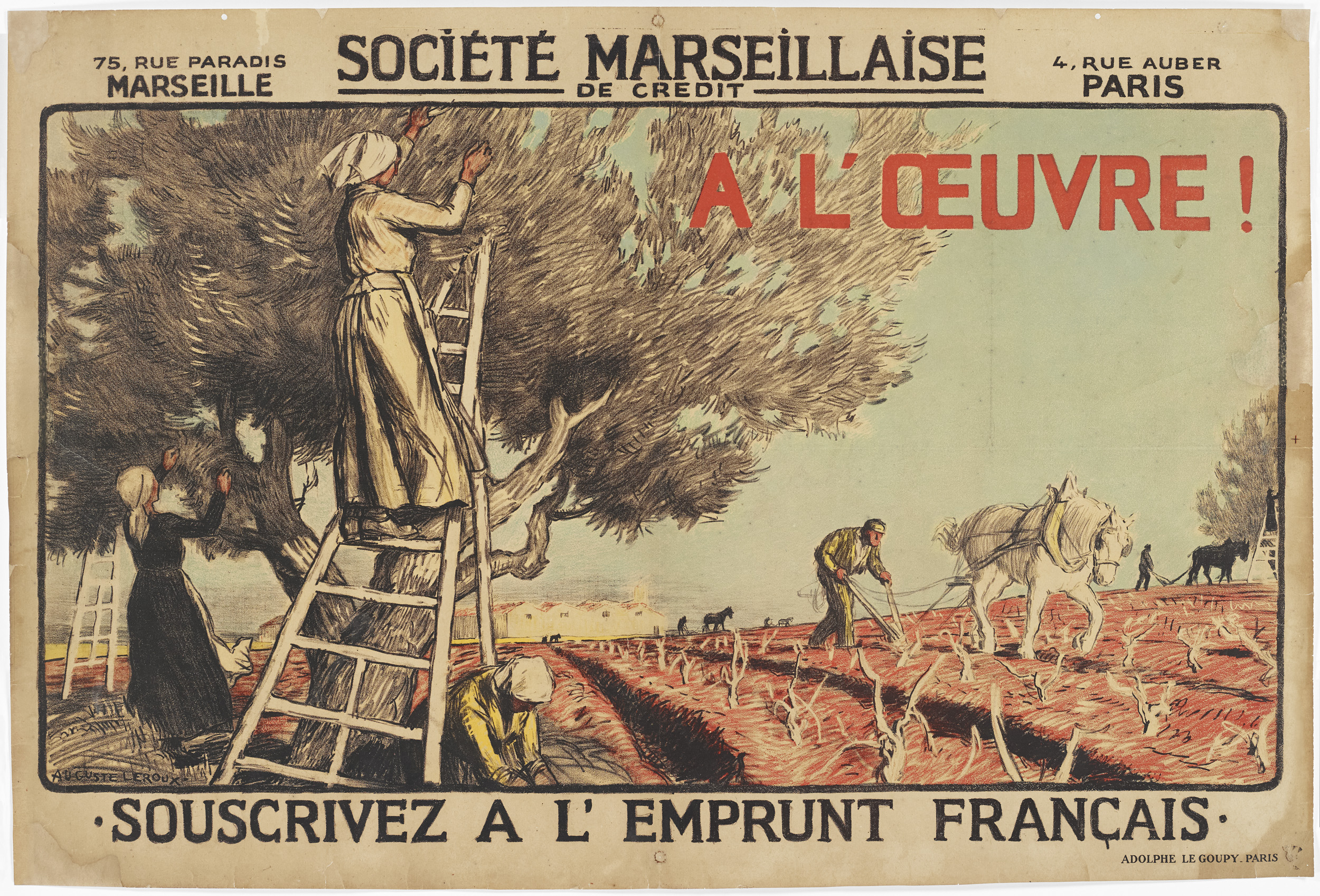
Société Marseillaise de Crédit à l'œuvre ! Souscrivez à l'emprunt français
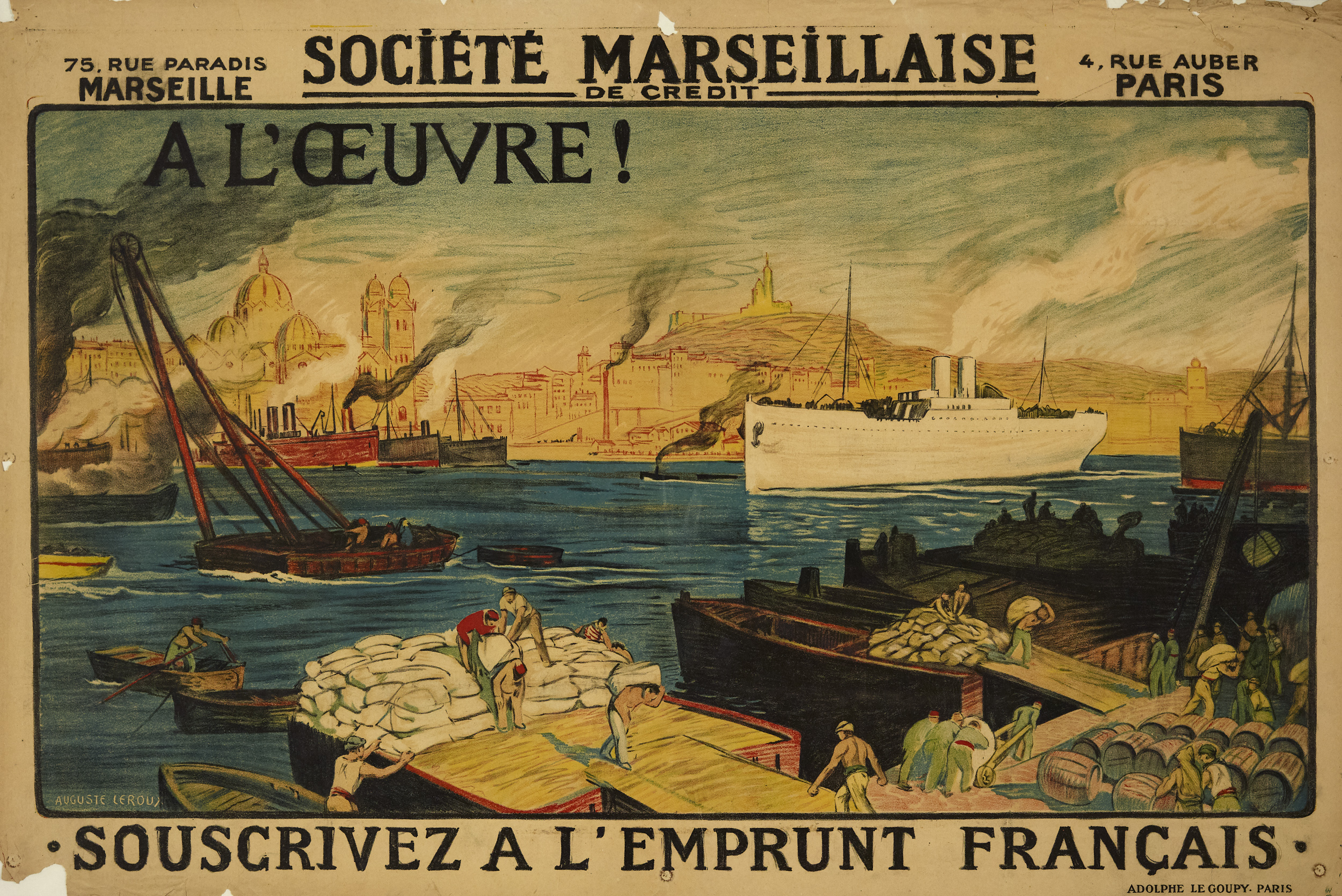
Société Marseillaise de Crédit à l'oeuvre ! Souscrivez à l'emprunt français
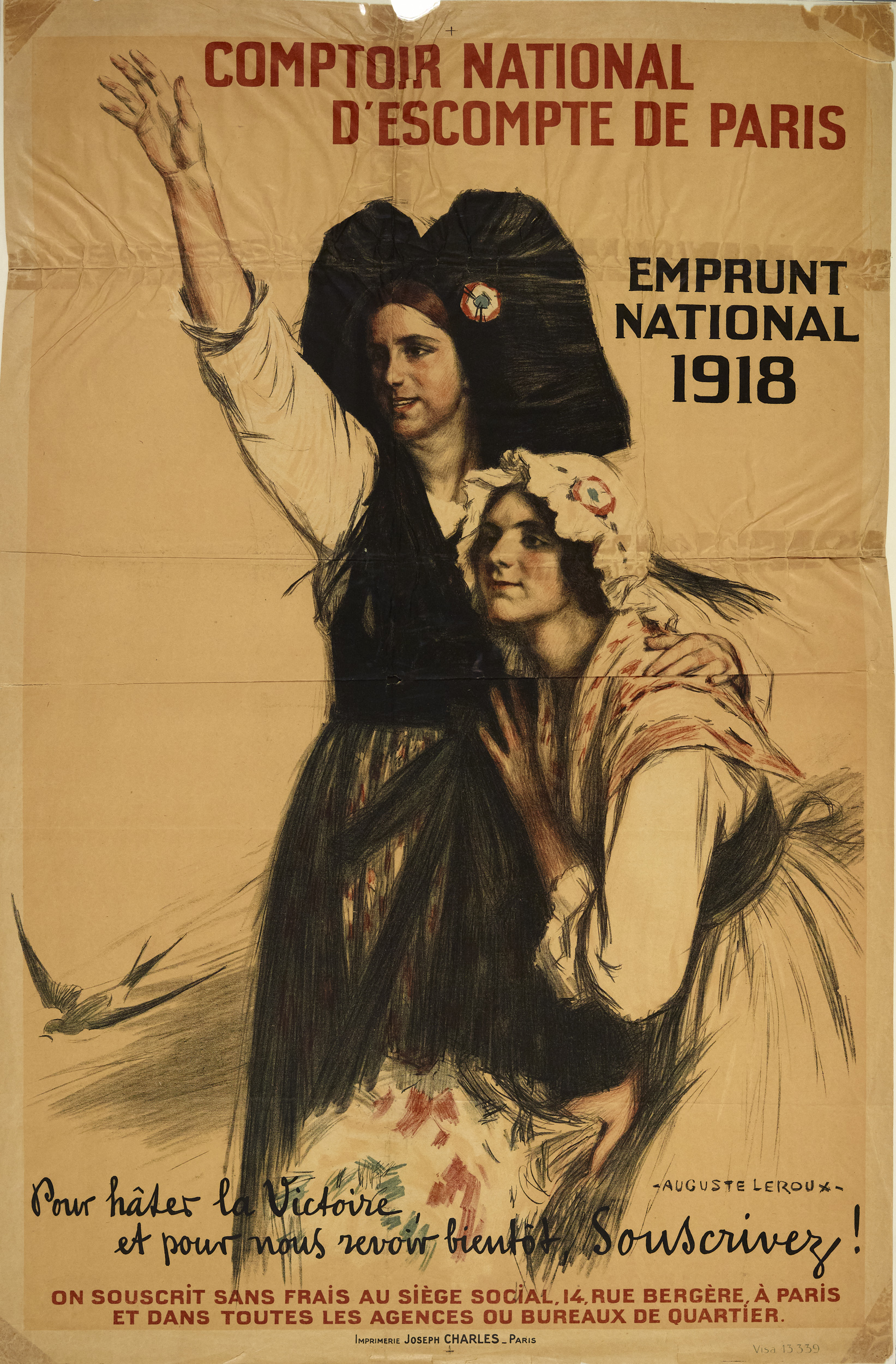
Comptoir national d'escomptes de Paris Emprunt national 1918
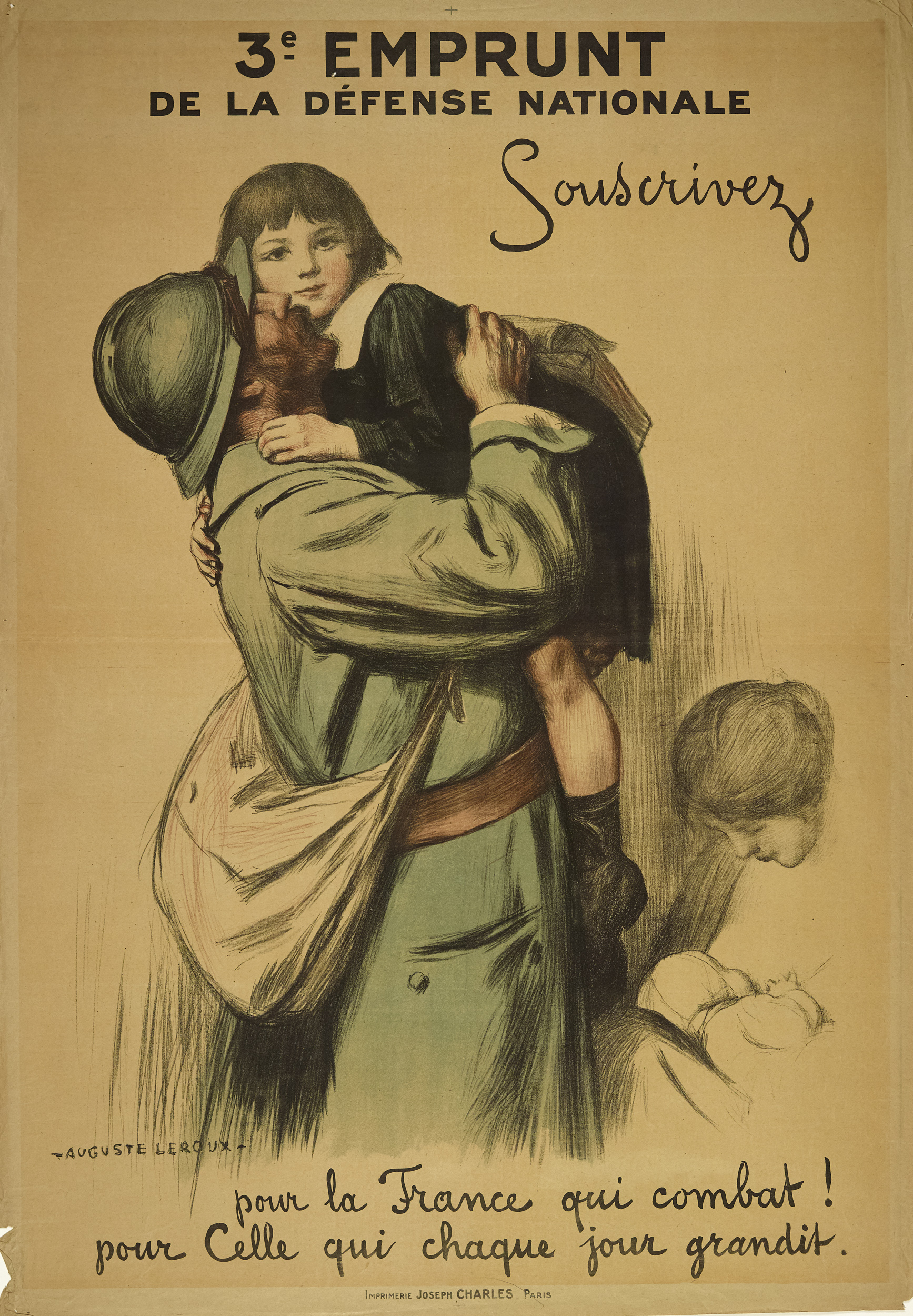
3e emprunt de la défense nationale Souscrivez !

### Dessin, aquarelle et lithographie
- vers 1900 : Saint Antoine enseignant les anachorètes de la Thébaïde, Paris, département des arts graphiques du musée du Louvre[44].
- 1901 : Impératrice byzantine sur un trône, Bucarest, musée national d'Art de Roumanie[45].
- 1915 : Nous ne sommes pas en état de guerre. 1914-1915 par Léon Bloy, Paris, Maison du Livre, 1915-1916 ; frontispice de Auguste Leroux (Barcy 1915), fait partie d'un ensemble de 12 fascicules illustrés par 12 artistes, réunis sous le titre Pages de Guerre. Ensemble publié au profit des artistes et artisans blessés des industries du livre.
- 1916 : lithographie pour une œuvre de bienfaisance au profit des orphelins de guerre du personnel des PTT. Édition réalisée par Mme Clémentel, tirée à 250 exemplaires sur japon, In-4° en feuilles sous chemise de l'éditeur et comportant 1 lithographie de 30 artistes différents.

### Illustration
Auguste Leroux a notamment illustré :
- vers 1900 : Mon grand frère de Jacques Lermont, Paris, Charavay, Mantoux, Martin, Librairie d'éducation de la jeunesse ;
- vers 1900 : En pension de Jacques Lermont, Paris, Librairie d'éducation pour la jeunesse ;
- vers 1900 : Ma meilleure amie entre cousines de Jacques Lermont, Paris, Charavay, Mantoux, Martin, Librairie d'éducation de la jeunesse ;
- 1901 : L’Agonie de Jean Lombard, librairie Paul Ollendorff - préface d'Octave Mirbeau ;
- 1901 : Byzance de Jean Lombard, librairie Paul Ollendorff - préface de Paul Margueritte ;
- 1902 : Les Noces corinthiennes d’Anatole France, Paris, Éditions d'Art Édouard Pelletan ;
- 1903 : Ben Hur de Lewis Wallace, Delagrave ;
- 1903 : La Prêtresse de Korydwen d’Albert Juhellé, Librairie Plange ;
- 1903 : L’Orgie latine de Félicien Champsaur, Eugène Fasquelle Éditeur - contient : La luxure dans la vie, les lettres et les arts ; La danseuse de Tanagra ; Ancilla Domini ; L'Impératrice nue.
- 1903 : Le Couronnement, publication pour le Centenaire de la naissance de Victor Hugo (1802-1902), Éditions Édouard Pelletan, 1903 ; Préface de Jules Claretie ; Tiré à 120 exemplaires numérotés, dont 25 seulement mis en vente ;
- 1904 : La Maison de Victor Hugo par Jules Claretie, Pelletan, tirage limité à 75 exemplaires - contient le discours prononcé pour l'inauguration de la Maison de Victor Hugo, Place des Vosges à Paris le 30 juin 1903 ;
- 1904 : Aux victimes de la guerre russo-japonaise, Paris, Éditions d'Art Édouard Pelletan (Imprimerie nationale), Texte écrit par un collectif d’artistes ; préface par Anatole France; poésie de Sully Prudhomme : L'Épée avec 2 compositions par Auguste Leroux ;
- 1906 : Vers les temps meilleurs, discours d’Anatole France en collaboration avec Théophile Alexandre Steinlen et Henri Bellery-Desfontaines ; Paris, Pelletan[46] ;
- 1909 : Le Livre d’Or de la Banque de France, Paris, Edouard Pelletan, avec le concours d'Henri Bellery-Desfontaines et de Pierre Fritel ; Imprimerie nationale, par décision de Louis Barthou ;
- 1909 : M. Anatole France et La Pensée Contemporaine de Raphaël Cor, Paris, Edouard Pelletan, en collaboration avec Théophile Alexandre Steinlen, Henri Bellery-Desfontaines, Eugène Carrière et Henri Martin ;
- 1911 : La Rôtisserie de la reine Pédauque d’Anatole France, Paris, Éditions d'Art Edouard Pelletan [47]; » ; 176 compositions sur bois d’Auguste Leroux, 17 hors-texte dont le portrait d’Anatole France en frontispice[48],[49].
- 1911 : Eugénie Grandet d’Honoré de Balzac, Paris, coll. « Librairie des amateurs », Ferroud ; 26 compositions par Auguste Leroux, gravées sur bois par E. Florian, Froment et Duplessis. Tirage limité à 1200 exemplaires ;
- 1912 : Les Érinnyes de Leconte de Lisle, Société des amis du livre moderne ; petit in folio 270 × 210 mm, 7 ff., 78 pages, 3 ff. ; illustré de 3 eaux-fortes hors texte et de 40 bandeaux gravés sur bois dans le texte en couleurs. Tirage à 150 exemplaires sur papier du Japon sous la direction de Charles Meunier (relieur), 125 ex. réservés aux Membres de la Société ;
- 1913 : Un Cœur simple de Gustave Flaubert, Paris, Ferroud ;
- 1914 : Les obsèques d’Édouard Pelletan - Discours, Paris, Pelletan ;
- 1920 : Le Vase étrusque de Prosper Mérimée, Société normande du livre illustré, 1920 ;
- 1920 : À rebours de J.-K. Huysmans, Paris, Ferroud - belle illustration à l'"esthétique décadente" touchant au fantastique voire à l'érotico-morbide, dont certaines planches semblent avoir été inspirées par Gustave Moreau ou Félicien Rops[50], gravure par Eugène Decisy ; en frontispice, le portrait de Huysmans[51] ;
- 1923 : Le Semeur de cendres de Charles Guérin, Paris, « Librairie des amateurs », A. Ferroud et F. Ferroud ;
- 1925 : Sapho, mœurs parisiennes d'Alphonse Daudet, Ferroud, en collaboration avec Henri Bouché-Leclercq[52] ; en frontispice, le portrait d'Alphonse Daudet par Leroux ;
- 1927 : La Maison Hanser de Jean Brumières, Javal & Bourdeaux ;
- 1928 : Bouvard et Pécuchet de Gustave Flaubert, Paris, Ferroud - lettrines ornés par Madeleine Leroux, hors-texte et en-têtes gravés à l'eau forte par Eugène Decisy, frontispice gravé sur bois en couleurs par Georges Beltrand, planches in-texte gravées sur bois par Gusman ;
- 1928 : Werther de J.W. von Goethe, gravures de Émile-Henri Feltesse, Paris, Javal & Bourdeaux - préface de Sainte-Beuve ;
- 1928 - 29 : Les Liaisons dangereuses de Choderlos de Laclos, Paris, Javal & Bourdeaux - 2 Tomes - illustrations de William Ablett - 30 compositions d'Auguste Leroux formant une seconde interprétation des illustrations, tirées en 3 états : état définitif en couleur, état en noir et état en sanguine - gravure par Raoul Serres et A-L Lacault en remplacement de Farneti sur les presses d'Adolphe Valcke; Tirage limité à 50 exemplaires numérotés de 1 à 50 ;
- 1930 : La Jeune Fille du yacht par Maurice Renard, Éd. L'Illustration, revue La Petite Illustration (trois fascicules brochés); no 468, 22 février 1930; no 469, 1er mars 1930 ; no 470, 8 mars 1930 ;
- 1930 : L’Abbesse de Castro de Stendhal, Paris, « Librairie des Amateurs », A. Ferroud - 23 illustrations en couleurs dessinées par Auguste Leroux et gravées par G. Beltrand dont 8 hors texte. En-têtes et culs de lampe gravés par G. Beltrand, Ch. Clement, A. et P. Baudier ;
- 1932 : Histoire de ma vie par Giacomo Casanova, dix volumes, Paris, Javal & Bourdeaux, 200 aquarelles par Auguste Leroux gravées par Jacomet[53] ; "Édition très recherchée et cotée"[54].
- 1933 : Histoire des Décorations Françaises publié sous la direction et avec une préface de Henri de Régnier, par A. Anchel et P.-F. Caillé, Paris, Javal et Bourdeaux - frontispice de Auguste Leroux ;
- 1933 : Histoires extraordinaires de Edgar Allan Poe, Paris, Javal & Bourdeaux ;
- 1933 : Nouvelles histoires extraordinaires de Edgar Allan Poe, Paris, Javal & Bourdeaux ;
- 1936 : Kim (roman) de Rudyard Kipling, Librairie Delagrave, tomes I et II ;
- 1937 : Les Opinions gourmandes de M. Jérôme Coignard par Georges Rozet, Édition Baudelot & Cie ;
- 1937 : Aziyadé de Pierre Loti, Calman-Lévy ;
- 1938 : Le Tour du monde en 80 jours de Jules Verne, librairie Hachette ;
- 1939 : Les Romanesques ; Les Deux Pierrots ; La Dernière Nuit de Don Juan d’Edmond Rostand, Éditions Pierre Laffitte, 1939 - bandeaux et culs-de-lampe de Sylvain Sauvage ;
- 1939 : L’Empire français d’André Maurois, librairie Hachette.

Ouvrages qui n'ont jamais été publiés :
- 1927 : Gaspard de la nuit, fantaisies à la manière de Rembrandt et de Callot de Louis Jacques Napoléon Bertrand, dit Aloysius Bertrand ; les dessins ont été réalisés par Auguste Leroux pour l'édition d’Édouard Pelletan. Cet ouvrage est répertorié au chapitre des "Ouvrages annoncés en préparation qui n'ont pas été publiés"[55],[56].

### Affiche
- 1917 : 3e emprunt de la défense nationale. Pour la France qui combat ! Pour celle qui chaque jour grandit[57]. Imprimerie Joseph Charles, Paris (le peintre s'est représenté avec son fils André alors âgé de 6 ans).
- 1918 : Emprunt national 1918 : pour hâter la Victoire et pour nous revoir bientôt, souscrivez ![58] ; - Comptoir National d'Escompte de Paris[59]. Imprimerie Joseph Charles, Paris (120 × 81 cm) (le peintre a utilisé comme modèle ses deux filles Madeleine et Lucienne).
- 1918 : La visiteuse d’hygiène vous montrera le chemin de la santé - Elle mène une croisade contre la tuberculose et la mortalité infantile - soutenez-la ![60]. Imprimerie Devambez, Paris ; affiche de la Commission américaine contre la tuberculose en France - Fondation Rockefeller, (59 × 80 cm)[61].
- 1919 : Journée des régions libérées : Après la Victoire, Au travail !! Aidez-nous[62]. Imprimerie Devambez - Paris (117 × 80 cm).
- 1920? : Société marseillaise de Crédit : À l’œuvre - Souscrivez à l’Emprunt Français ! (sujet : le port de Marseille) Imprimerie Adolphe Le Goupil, Paris.
- 1920? : Société marseillaise de Crédit : À l’œuvre - Souscrivez à l’Emprunt Français ! (sujet : labour, cueillette des olives). Imprimerie Adolphe Le Goupil, Paris.

## Expositions
- Il expose presque chaque année, dès 1898, au Salon des artistes français.
- Il expose régulièrement au Cercle Volney (La Reprise avril 1917, La Raccommodeuse février 1913, Enfants bretons à Doëlan 1918).
- 1901 : Exposition internationale des Beaux-Arts de Monte-Carlo.
- 1924 : exposition des artistes français du Groupe de l'Érable au Québec (Canada). Auguste Leroux expose ses œuvres en compagnie d'autres artistes français : Charles Hoffbauer, Émile Aubry, Paul Sieffert, Georges Desvallières, Georges Paul Leroux, Paul Albert Laurens, Henri Dabadie, André Devambez, Louis Jourdan, entre autres[63].
- Exposition à Paris, galerie J. Allard.[Quand ?]
- Une exposition rétrospective de ses œuvres s'est tenue au Grand Palais à Paris du 21 mai au 12 juin 1955[64].
- 1983 : « la Bretagne d'Auguste Leroux », Drouot Curiosités, 10 rue Chauchat, du 6 mai au 15 juillet 1983.

## Citation
« Ma seule devise : « Le Beau par le Vrai ». »

— Auguste Leroux

## Élèves
- Yvonne Jean-Haffen (1895-1993)
- Louis William Graux (1889-1962)